# Claudia Christian
Claudia Ann Christian, född 10 augusti 1965 i Glendale, Kalifornien, är en amerikansk skådespelare, författare, sångare, musiker och regissör.

## Filmografi

### Filmroller
- The Hidden (1987) – Brenda Lee Van Buren
- Never on Tuesday (1988) – Tuesday
- Clean and Sober (1988) – Iris
- Tale of Two Sisters (1989) – Liz
- Mad About You (1990) – Casey
- Maniac Cop 2 (1990) – Susan Riley
- Think Big (1990) – Dr. Irene Marsh
- The Dark Backward (1991) – Kitty
- Arena (1991) – Quinn
- A Gnome Named Gnorm (1992) – Samantha
- Hexed (1993) – Hexina
- The Chase (1994) – Yvonne Voss
- Mercenary II: Thick & Thin (1997) – Patricia Van Lier
- Snide and Prejudice (1998) – Renate Muller
- Haunting of Hell House (1999) – Lucy
- Running Home (1999) – The Mother
- Love & Sex (2000)
- True Rights (2000) – Elaine Kilgore
- Atlantis – En försvunnen värld (2001) – Helga Sinclair
- Half Past Dead (2002) – EZ Williams
- The Failures (2002) – Anna
- The Garden (2005) – Dr. Cairns
- The Dot Man (2006) – Lieutenant Colonel Dunst
- Serbian Scars (2008) – Meggie
- Overnight (2008) –  Sandy
- Rise of an Exile (2012) – Hannah Benedict[4]
- One Little Pill (2014)

### TV-filmroller
- Calendar Girl Murders (1984) – Kara
- A Masterpiece of Murder (1986) – Julia Forsythe
- Houston: The Legend of Texas (1986) – aka Gone to Texas
- The Highwayman (1987) – Dawn. aka Terror on the Blacktop
- Police Story: Monster Manor (1988) – Officer Babs Altoon
- Shannon's Deal (1989)
- Kaleidoscope (1990) – Meagan – aka Danielle Steel's 'Kaleidoscope'
- Lies of the Twins (1991) – Felice
- The Woman Who Sinned (1991) – Judy Reinhardt
- Strays (1991) – Claire Lederer
- Lancelot: Guardian of Time (1997) – Katherine Shelley
- A Wing and a Prayer (1998) – Shelley Lowe
- Babylon 5: In the Beginning (1998) – Susan Ivanova
- Babylon 5: Thirdspace (1998) – Susan Ivanova
- Running Home (1999) – Jules Daniels
- The Substitute 3: Winner Takes All (1999) – Andy
- Final Voyage (1999) – Max
- Meteor Apocalypse (2010) – Kate Dematti

### TV-serier
- Blacke's Magic (1986) – Laurie
- Berrenger's (1985) – Melody Hughes
- Babylon 5 (1994–1997) – Commander Susan Ivanova
- Freaks and Geeks (1999) – Gloria Haverchuck
- Star Hyke (2005) – Captain Belinda Blowhard
- Broken News (2005) – Julia Regan
- Look (2009)

### Gästspel
- T.J. Hooker (1982) – Betty MacRae i episod: "The Lipstick Killer" (1984)
- Dallas (1978) i episod: "Some Do...Some Don't" (1984)
- Falcon Crest (1981) – Kate Mars i episod: "Tests of Faith" (1984)
- Riptide (1984) – Marion Gordon i episod: "Where The Girls Are" (1984)
- The A-Team (1983) – Cathy Rogers i episod: "Trouble Brewing" (1985)
- Hunter (1984) – Roxanne Hoffmeyer i episod: "Love, Hate, and Sporty James"
- Mickey Spillane's Mike Hammer (1984) i episoderna: "Elegy for a Tramp" & "Shots in the Dark"
- Jake and the Fatman (1987) – Lt. Alex Walker
- It's Garry Shandling's Show (1986) – Sylvia i episod: "Dial L for Laundry"(1987)
- Quantum Leap (1989) – Allison i episod: "Play It Again, Seymour" (1989)
- Matlock (1986) – Mickey Alder i episod: "The Blackmailer"(1990)
- Mord och inga visor (1984) – Bonnie Jenks Hastings i episod: "Prodigal Father (1991)
- L.A. Law (1986) – Susan Convers i episod: "Speak, Lawyers, for Me" (1991)
- Dark Justice (1991) – Dana Hollister Harrison (1991)
- Space Rangers (1993) – Marla Baker i episod: "Death Before Dishonor"
- Relentless: Mind of a Killer (1993) – Leeann Hardy
- Columbo (1993) – Lisa i episod: "It's All In the Game"
- Total Security (1997) – Cheryl Bankston i episod: "Pilot"
- Highlander – Katherine i episod: "Two of Hearts" (1997)
- Family Law (2000) i episod: "Are You My Father?"
- Kultjägarna (2001) – Carson Inez i episod: "All Choked up"
- På spaning i New York (2002) – Catherine Lowell i episod: "Better Laid Than Never"
- She Spies (2002) – Tanya i episod: "Spy vs Spies"
- Everwood (2003) – Young Edna
- Nip/Tuck (2007) – Gwen
- Grimm (2011) – i episod "Let Your Hair Down"
- Criminal Minds (2013) – i episod "Alchemy"
- Castle (2014) – i episod "Law & Boarder"
- The Mentalist (2014) – i episod "Black Market"

### Röstroller inom datorspel
- Pizza Morgana (2009) – Abbie Positive
- The Elder Scrolls V: Skyrim (2011) – Aela the Huntress / Legate Rikke / Adrianne Avenicci / Breya / Brina Merilis / Bryling / Faleen / Laila Law-Giver / Uthgerd the UNbroken / Queen Potema / Voldessa Giryon / Zaria / Adelaisa Vendicci / Iona / Sorli the Builder
- Darksiders II (2012) – Muria